# 一貴山站
一貴山站（日语：／ Ikisan eki */?）是位於日本福岡縣糸島市二丈田中130番3號，九州旅客鐵道（JR九州）的筑肥線車站，編號為JK11。

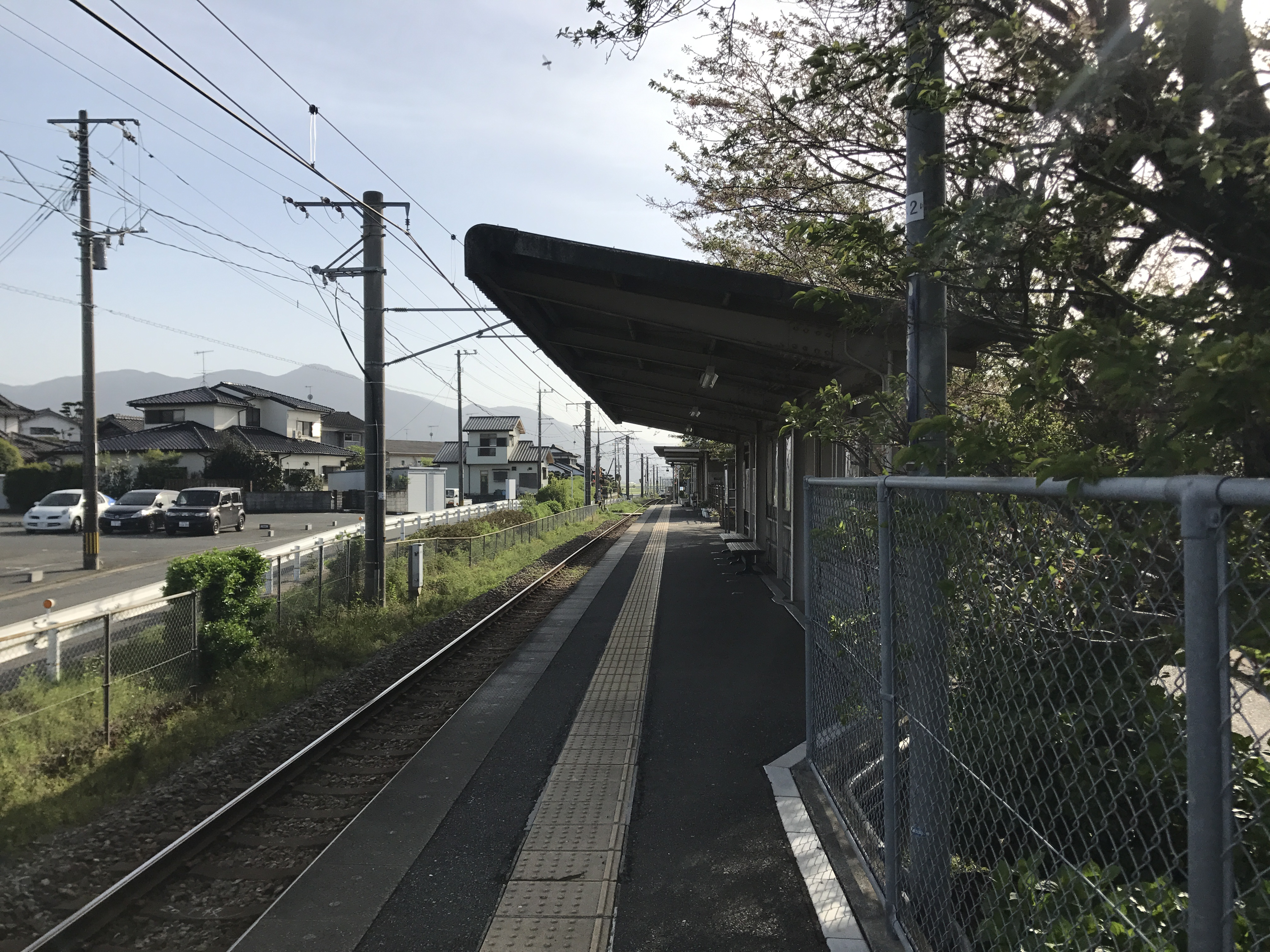
候車室與月台（2017年4月）

## 歷史
- 1924年（大正13年）5月29日：北九州鐵道（日语：北九州鉄道）車站啟用[1]。
- 1937年（昭和12年）10月1日：北九州鐵道被國有化，成為鐵道省筑肥線。
- 1987年（昭和62年）4月1日：伴隨國鐵分割民營化，車站由九州旅客鐵道（JR九州）營運[2]。
- 2010年（平成22年）3月13日：此站可以使用IC卡「SUGOCA」[3]。
- 2014年（平成26年）7月1日：成為無人車站。

## 車站構造
車站是一座地面車站，設有1面1線的單式月台。
此站是無人車站。曾經此站是業務委託車站，委托JR九州鐵道營業負責車站業務，當時此站設有POS終端。當時此站沒有MARS系統，但設有POS終端。此站在2014年7月1日成為無人車站，同時把簡易自動閘機撤走。此站設有簡易SUGOCA閘機，因此可使用SUGOCA等IC卡。

## 使用狀況
在2019年（令和元年）度，1日平均乘車人次為460人
| 乘車人次變化 | 乘車人次變化 |
| 年度         | 1日平均人次  |
| ------------ | ------------ |
| 2005年       | 631          |
| 2006年       | 620          |
| 2007年       | 602          |
| 2008年       | 577          |
| 2009年       | 541          |
| 2010年       | 520          |
| 2011年       | 514          |
| 2012年       | 510          |
| 2013年       | 503          |
| 2014年       | 479          |
| 2015年       | 467          |
| 2016年       | 450          |
| 2017年       | 442          |
| 2018年       | 455          |
| 2019年       | 460          |

## 車站周邊
- 銚子塚古墳
- 羅漢川
- 鈴木商店（販賣食品、日常雜貨和球等商品）

## 相鄰車站
九州旅客鐵道（JR九州）
筑肥線
■快速
通過
■普通
加布里（JK10）－一貴山（JK11）－筑前深江（JK12）

## 注腳
1. ↑  「地方鉄道駅設置」『官報』1924年6月12日（國立國會圖書館數碼化資料）
2. ↑  九州鉄道百年祭実行委員会・百年史編纂部会 (编).  初版. 九州旅客鉄道. 1988: 181 （日语）.
3. ↑  . 交通新聞 (交通新聞社). 2010-03-16: 3 （日语）.
4. 1 2   (PDF). 九州旅客鉄道.   [2020-09-01]. （原始内容存档 (PDF)于2020-08-24） （日语）.
5. 1 2 3 4 5 6 7 8 9 10 11  糸島市統計白書（運輸、交通） 九州旅客鐵道不同站的上下車人次（JR筑肥線）
6. ↑   (PDF). 九州旅客鉄道.   [2020-09-01]. （原始内容 (PDF)存档于2017-08-01） （日语）.
7. ↑   (PDF). 九州旅客鉄道.   [2020-09-01]. （原始内容 (PDF)存档于2019-07-06） （日语）.
8. ↑   (PDF). 九州旅客鉄道.   [2020-09-01]. （原始内容存档 (PDF)于2020-03-15） （日语）.

## 外部連結
- 一貴山（車站資訊） - 九州旅客鐵道（日語）